# Grofwild

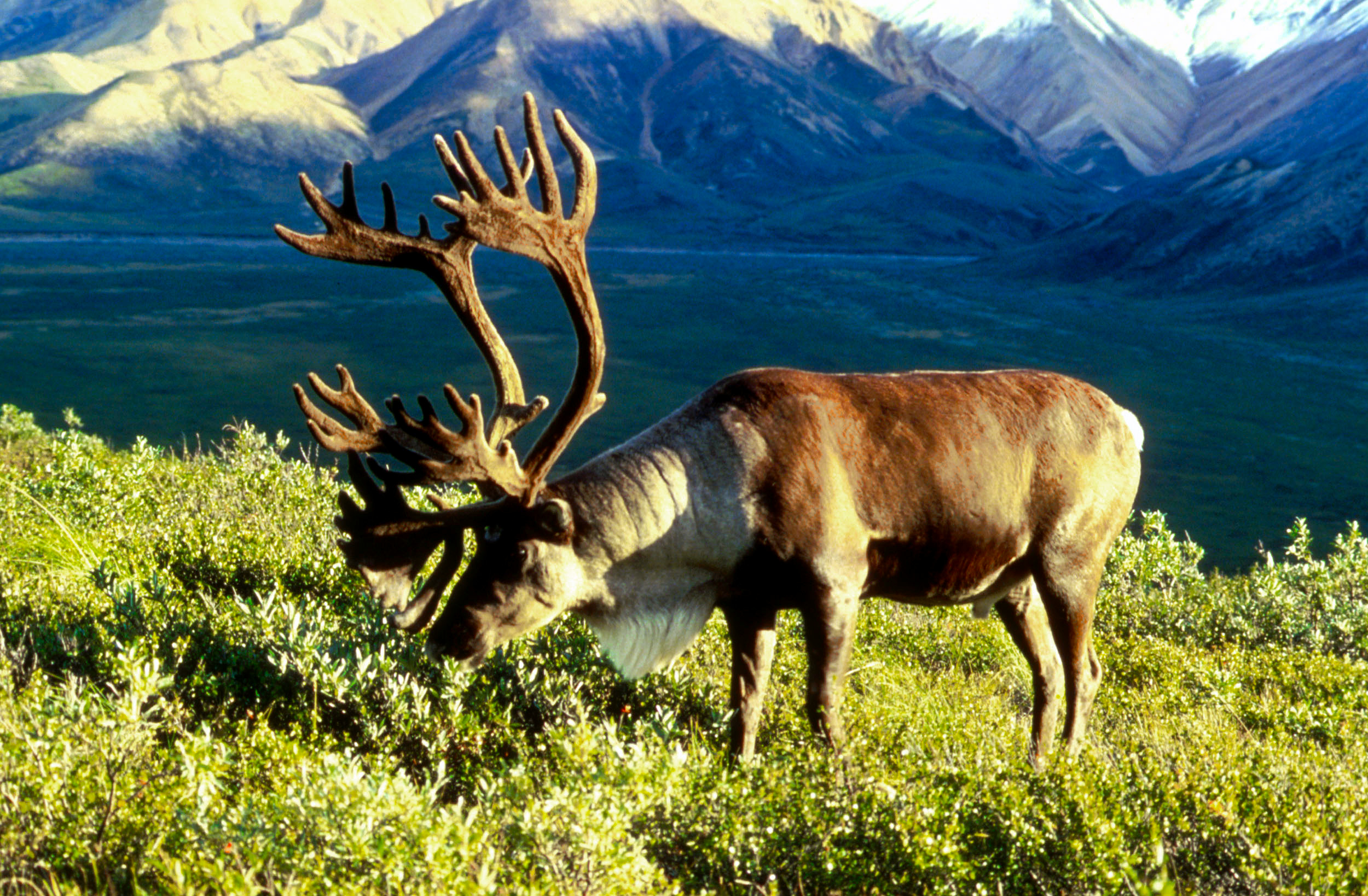
Een rendier in Alaska

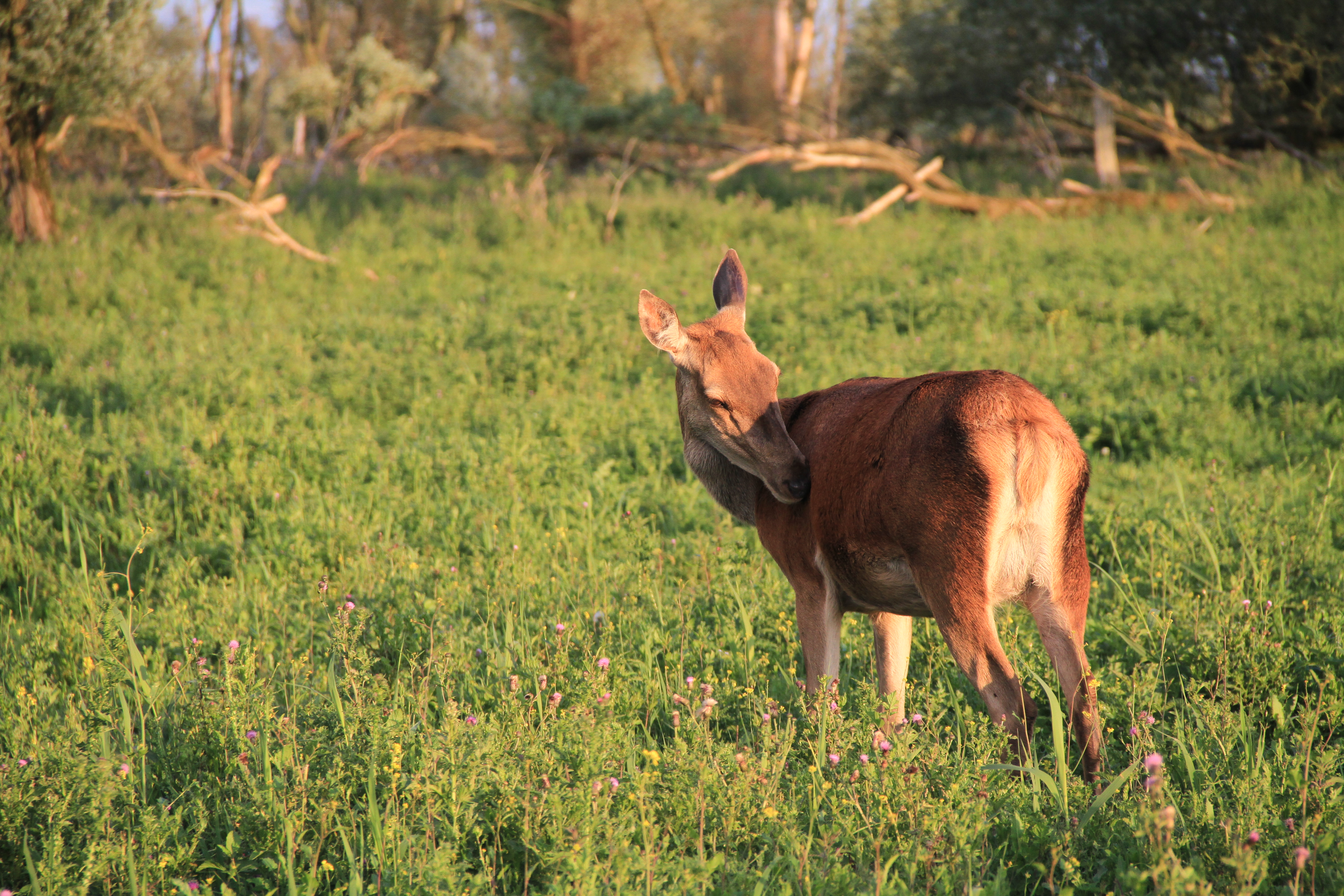
Edelhert in de Oostvaardersplassen, Flevoland

Grofwild of grote hoefdieren zijn edelherten, damherten, reeën, wilde zwijnen, moeflons, gems, steenbok, eland, rendier, beer, olifant, leeuw, tijger, neushoorn, buffel en springbok.
In Nederland mag onder strenge voorwaarden op grofwild gejaagd worden door grofwildjagers. De jagers worden ingeschakeld voor het beheer van het grofwild. Deze dieren kennen in Nederland geen natuurlijke vijanden. Jagers worden ingeschakeld om de aantallen voldoende laag te houden. Dit populatiebeheer verloopt volgens een plan dat door de provincie is goedgekeurd. Het optreden van jagers wordt ook gevraagd bij dreigende landbouwschade.
Dam- en edelherten worden in Nederland ook gehouden voor de vleesproductie.
Dodelijk aangereden grofwild is valwild. Zo worden er in de provincie Utrecht jaarlijks 200 tot 250 reeën aangereden. De Stichting Valwild registreert alle meldingen over valwild.